# 釜石ラーメン物語
『釜石ラーメン物語』（かまいしらーめんものがたり）は、2023年公開の日本映画。
岩手県釜石市のラーメン店を舞台に、ある家族の再生を綴る人情コメディ。

## キャスト
- 正実：井桁弘恵
- 仲良：池田朱那
- 剛志：利重剛
- 正恵：佐伯日菜子
- 福田真弓：大島葉子
- 畠山常吉：渡辺哲
- 町内会長：岡村洋一
- マリリン：木月あかり
- 佐々木康太：厚木拓郎
- 小笠原幸彦：関口アナン
- 松岡和男：栩野幸知
- 土井直人：佐々木琉
- 小川食堂の常連：山崎将也
- 中学生の正実：森湖己波
- 看護師：長田涼子
- 美しきラーメン評論家：椿かおり
- 髭のラーメン評論家：島本和人
- 中谷医師：村上弘明（特別出演）
- 梅：藤田弓子（友情出演）

## スタッフ
- 監督：今関あきよし
- 脚本：今関あきよし、いしかわ彰
- プロデューサー：伊藤直克
- 撮影：三本木久城
- 録音・音響効果：丹雄二
- 美術：Yocco
- 編集：鈴木理
- 音楽：遠藤浩二
- 助監督：土田準平
- 制作担当：井口光徳
- 主題歌：洸美-hiromi-「ひかり射し込む場所」
- 協賛：新潟商事、釜石はまゆり会、エルプラザトウデン
- 協力：釜石市
- 製作協力：有限会社寿々福
- ビジュアルイラスト：ヤマサキタツヤ